# Estação Paripe
Paripe é uma das estações terminais do Sistema de Trens do Subúrbio de Salvador.

## História
A estação foi aberta com o nome de Olaria em 28 de junho de 1860 pela Estrada de Ferro da Bahia ao São Francisco. Em 1911 foi incorporada à empresa Compagnie des Chemins de Fer Fédéraux de l'Est Brésilien, que operou até 1935 quando foi encampada pelo governo federal (que criou a empresa Viação Férrea Federal Leste Brasileiro para geri-la). Entre 1936 e 1941 a estação é modernizada e a ferrovia acabou eletrificada entre 1944 e 1954. No início dos anos 1960 é implantado um serviço de subúrbios elétricos com passagem pela estação Paripe.
Em 1957 a Rede Ferroviária Federal assumiu a estação (e consequentemente a ferrovia), porém só realizou obras de reconstrução da estação entre 1980 e 1981, quando a nova estação Paripe foi reformada com base no projeto do Trem Metropolitano de Salvador, desenvolvido pela Empresa Brasileira de Planejamento de Transportes (GEIPOT). A estação foi entregue ao público pelo ministro dos Transportes Eliseu Resende em 11 de janeiro de 1982.
Em 1988 a Companhia Brasileira de Trens Urbanos (CBTU) assumiu a operação da estação. Embora tenha elaborado planos de modernização para a edificação, apenas com a passagem da estação e da ferrovia para a prefeitura de Salvador em 2005 que a edificação de Paripe foi reformada e entregue em março de 2007.[carece de fontes?]
Desde então, de dezembro de 2005, é parte do patrimônio administrado pela Companhia de Transportes do Estado da Bahia (CTB), a antiga Companhia de Transporte de Salvador (CTS).